# Symphonie no 3 de Bruckner
Wagner-Sinfonie
Pour les articles homonymes, voir Symphonie no 3.
La Symphonie no 3 en ré mineur (WAB 103) d’Anton Bruckner, dite « Wagner-Sinfonie », est une symphonie composée à partir du 23 février 1873 et dédiée au Maître Richard Wagner « avec le plus grand respect ». Tout comme la suivante, elle sera revue à plusieurs reprises, notamment en 1876-1877 et en 1888-1889.
Cette symphonie se caractérise par une abondance de traits hardis ; l’orchestration a progressé par rapport à celle de la Deuxième Symphonie. L’influence wagnérienne est reconnue à plusieurs détails techniques et, également, à la forme du Finale où se mêlent des éléments dramatiques.

## Fiche technique
Composition : commencée le 23 février 1873 — terminée fin 1873, début 1874.
La symphonie est en quatre mouvements :
1. Gemäßigt, Misterioso
2. Adagio, Feierlich
3. Scherzo : Ziemlich schnell
4. Finale : Allegro

Dédicace : Richard Wagner. Premières auditions : à Vienne le 16 décembre 1877 sous la direction de Bruckner (version 1877) et le 21 décembre 1890 sous la direction d'Hans Richter (version 1889).

## Versions et éditions
Il n'existe pas moins de six versions et variantes de cette symphonie.

### Version initiale de 1873
La version de 1873 est celle que Bruckner adressa à Wagner pour approbation. Leopold Nowak l'a éditée en 1977 sur base de la copie dédicacée à Wagner. La première a été assurée par Hans-Hubert Schönzeler au Festival des Arts d'Adelaïde en Australie en 1978. Cette version initiale de la symphonie comportait de nombreuses citations du Maître de Bayreuth qui ont été en majorité retirées des versions ultérieures et c'est « de toute évidence, l'un des objectifs des révisions successives de la Troisième Symphonie. […] L'écriture de Bruckner tend à être plus diatonique, avec de fréquentes progressions schubertiennes par tierces ». L’orchestration procède fréquemment de l’esthétique de l’orgue.

#### Révision de 1874
Cette version est un raffinement de la version initiale, — Carragan. Cette version, qui n'est pas encore éditée, est de même longueur et structure que la précédente, mais divers passages, notamment dans le premier mouvement, ont des modifications en imitation canonique. La première de cette version a été exécutée et enregistrée par Gerd Schaller.
| « This symphony and the Fourth are the most-revised compositions in Bruckner’s canon… As one follows the increasing sophistication in the developing style of Bruckner’s canonic writing one obtains a window into the expert and intricate counterpoint of the great fugue of the Fifth Symphony »[3]. |  |  | « Cette symphonie et la Quatrième sont les compositions de Bruckner le plus révisées en canons… Lorsqu'on suit la sophistication progressive de l'écriture canonique de Bruckner, on obtient une vue sur le contrepoint expert et intriqué de la grande fugue de la Cinquième Symphonie. » |

### Deuxième version (1876-1878)

#### Version "1876"
Bruckner révisa la symphonie en 1876.
L'Adagio de 1876 a été édité par Nowak en 1980. Les débuts des parties 1 et 3 sont augmentés et l’accompagnement difficile en doubles-croches syncopées de la partie 5 est remplacé par celui utilisé par Wagner dans l'ouverture de Tannhäuser.
Les autres mouvements de la version "1876" ont été reconstitués par Carragan.
| « In this revision … the citations of themes from Wagner’s operas Tristan und Isolde Die Walküre were removed from the first movement and finale. … [I]n the first movement the opening trumpet theme was added as a two-part canon near the end of the exposition. [I]n the finale that same motto theme was also made into a brilliant four-part canon which was placed in the middle of the development. [It] is an interesting passage of 38 measures in which the chorale theme from the second or B theme group is played unexpectedly loudly accompanied by material from the A theme and the motto theme from the first movement. This is followed by a dialogue between the loud C theme and the quiet B theme chorale ». |  |  | « Dans cette révision … les citations wagnériennes des opéras Tristan und Isolde et La Walkyrie sont retirées du premier mouvement et du finale. … Dans le premier mouvement le thème d'ouverture par la trompette est ajouté en canon en deux parties vers la fin de l'exposition. Dans le finale le même motif est aussi utilisé dans un brillant canon en quatre parties, qui est placé au milieu du développement. C'est un intéressant passage de 38 mesures dans lequel le choral du second motif de manière inattendue en fortissimo est accompagné par du matériel du premier motif et du thème d'ouverture du premier mouvement. Ce passage est suivi par un dialogue entre le troisième motif en fortissimo et le choral du second motif en piano. » |

Comme l'écrit Carragan, cette version, quoique complétée au cours du printemps de 1877, est appelée version “1876”, car son mouvement lent caractéristique en cinq parties était daté 1876 et a été publié par Nowak sous cette date. Une confusion avec la version révisée durant l'automne de 1877 peut être ainsi évitée. La version "1876" constituait en fait la phase initiale de la deuxième version de cette symphonie qui a subi de multiples révisions.
La première audition de cette version "1876" a été exécutée par Richard Pittman avec l'Orchestre philharmonique de la Nouvelle Angleterre le 2 mars 2019 à Boston, Massachusetts,.

#### Révision de 1877-1878
Durant l'automne 1877, Bruckner continua à réviser la symphonie : 
- En 1876 le compositeur avait ajouté quelques mesures au premier motif de l'adagio – c'est la version la plus longue de ce mouvement. Dans la version de 1877, une large coupure de la partie centrale (mesures 129-176 : deuxième apparition du motif A et première partie de la seconde apparition du motif B) réduit le mouvement en une forme lied en trois parties (ABA')[6]. Par ailleurs, un passage jugé trop wagnérien (mesures 233-240) est supprimé.
- Une coupure supplémentaire du passage dans lequel le choral du second motif de manière inattendue en fortissimo est accompagné par du matériel du premier motif et du thème d'ouverture du premier mouvement, suivi par un dialogue entre le troisième motif en fortissimo et le choral du second motif en piano, est par ailleurs faite dans le finale.
- En 1878, une coda est ajoutée au scherzo[7].

La version 1877 a été d'abord éditée par Oeser en 1950. Une réédition critique par Nowak – avec la coda de 1878 du scherzo – a eu lieu en 1981.

### Troisième version (1889)
Dans cette version, publiée par Nowak in 1959, la coda du scherzo est supprimée et des coupures supplémentaires sont effectuées principalement dans le premier mouvement et le finale.

#### Édition de 1890
Il n'est pas certain que cette révision, faite avec l'aide de Franz Schalk et éditée par Rättig en 1890, ait été effectivement approuvée par Bruckner.

## Mouvements
Les mouvements sont emportés par un souffle d’héroïsme. Le compositeur semble évoquer une lutte à travers laquelle il mène son thème primitif jusqu’au triomphe final.

### I. Gemäßigt, Misterioso
Après quatre mesures d’accords brisés de ré aux cordes, le thème fondamental est annoncé par la trompette et repris avec un lyrisme plus prononcé par le cor.
Un court intermezzo : les bois imitent les derniers sons émanant des cors et immédiatement après les cordes terminent le premier thème avec un crescendo grandiose et un court decrescendo. La dernière mesure (un triolet) se meurt en un ultime soubresaut et le thème se répète dans toute sa plénitude.
Le second thème est chanté par le cor et les altos jouent une mélodie pastorale. Dans la version de 1877 et les suivantes l'exposition du troisième thème se termine sur un choral à la trompette. Une citation du Miserere de la Messe en ré mineur - comme dans la transition vers le climax de l'Adagio de la neuvième symphonie - fait la transition vers le développement.
Dans le développement, il y a une circulation presque continuelle du thème fondamental à travers toute la symphonie dont les autres idées apparaissent comme des diversions destinées à mieux le mettre en valeur. Dans la version initiale du développement apparaissent deux citations wagnérienne (Tristan et La Walkyrie), ainsi que du motif inaugural de la deuxième symphonie : mesures 461–502.

### II. Adagio, Feierlich
Les cordes attaquent très lentement puis plus vivement et une mélodie fervente est confiée aux altos que le basson et la clarinette reproduisent. Suit un épisode religieux avec un rythme de sarabande.
Dans la version originale de la symphonie et sa révision de 1876, la structure de ce mouvement est celle d'un lied en cinq parties (ABA’B’A’’). La large coupure ultérieure de la partie centrale du mouvement l'a réduit en une forme lied en trois parties (ABA') 

### III. Scherzo: Ziemlich schnell
Le village invite à la danse : les violons s’essaient à une roulade, les basses s’aventurent à quelques pizzicati puis après un crescendo, tout l’orchestre fait résonner une danse qui se déroule certes avec entrain mais dont le rythme soutenu, implacable, ainsi que son mode mineur parfois écrasant en font une danse macabre. Composé dans l'esprit des scherzos de ses précédentes symphonies. Toutefois, un mouvement berceur apparaît et les violons chantent un chant du pays que le hautbois essaie de déformer.
Le trio développe un dialogue entre les altos et les premiers violons accompagnés par le reste des cordes.
Dans la version de 1877-1878, la reprise du scherzo est suivie par une puissante coda.

### IV. Finale: Allegro
D’emblée on ressent une certaine inquiétude (doubles-croches chromatiques aux violons). La trompette introduit l’idée fondamentale représentant, sans doute, la colère de Wotan dans La Walkyrie.
Le second thème est une polka et le compositeur explique ce passage de la manière suivante : « Voici. Dans cette maison se tient un grand bal. À côté, le maître du logis, un ami de Bruckner, est enseveli. C’est le cours naturel de la vie que j’ai voulu dépeindre dans le Finale de ma Troisième Symphonie ».
Le choral n’arrive à son plein épanouissement qu’à la reprise et est marqué par le chant aux trompettes soutenu par tous les cuivres.

## Orchestration
Elle est écrite pour orchestre symphonique.
| Instrumentation de la symphonie no 3                                                 |
| Cordes                                                                               |
| premiers violons, seconds violons, altos, violoncelles, contrebasses                 |
| Bois                                                                                 |
| 2 flûtes, 2 hautbois, 2 clarinette en si , 2 bassons                                 |
| Cuivres                                                                              |
| 4 cors (2 en si et 2 en fa), 3 Trompettes en ré, 3 trombones (alto, ténor et basse), |
| Percussions                                                                          |
| timbales                                                                             |

## Discographie sélective

### Première version (1873-1874)

#### Version initiale de 1873 (Nowak, 1977)
- Eliahu Inbal avec l'Orchestre symphonique de la Radio de Francfort, Teldec 242961, 1982
- Roger Norrington avec les London Classical Players, Virgin Veritas (2 CD) 7243 4 82091 2, 1995
- Georg Tintner avec l'Orchestre national royal d'Écosse, Naxos 8.553454, 1998
- Jonathan Nott avec l'Orchestre symphonique de Bamberg, Tudor SACD 7133, 2002
- Kent Nagano avec le Deutsches Symphonie-Orchester Berlin, Harmonia Mundi HMA 1951817, 2004 (copyright 2014)
- Marcus Bosch avec l'Orchestre symphonique d'Aix-la-Chapelle, Coviello Classics SACD COV 30614, 2006
- Simone Young avec la Philharmonie de Hambourg, BMG Japon SACD BVCO 37446, 2006

#### Révision de 1874 (Carragan, non publiée)
Deux enregistrements :
- Gerd Schaller avec la Philharmonie Festiva, Profil PH 12022, 2011 (concert)
- Warren Cohen avec le Musica Nova Orchestra, Musica Nova CD, 2016 (concert)

### Deuxième version (1876-1878)

#### Version "1876" (Carragan, non publiée)
La version "1876", qui a été exécutée en concert par Richard Pittman avec l'Orchestre philharmonique de la Nouvelle Angleterre le 2 mars 2019 à Boston, n'a pas encore d'enregistrement commercial.

##### Adagio de 1876 (Nowak, 1980)
Il existe quelques enregistrements, notamment : 
- Guennadi Rojdestvenski avec l'Orchestre symphonique du Ministère de la Culture de l'URSS, GPR CD GPR-004, 1984
- Georg Tintner avec l'Orchestre national royal d'Écosse, Naxos 8.554430, 1998

#### Version 1877-1878

##### Édition Öser (1950)
- Gerd Rubahn (alias Hans Schmidt-Isserstedt) avec l'Orchestre symphonique de Berlin, Allegro-Royale LP 1597, 1952
- Bernard Haitink avec le Orchestre royal du Concertgebouw, Philips 442 040-2, 1963
- Daniel Barenboim avec la Philharmonie de Berlin, Teldec 0630-13160-2, 1995

##### Édition critique de Nowak (1981, scherzo avec coda)
- Bernard Haitink avec l'orchestre philharmonique de Vienne, Philips Classics 422 411-2, 1988
- Georg Solti avec le Chicago Symphony Orchestra, Decca 440316-2, 1992
- Nikolaus Harnoncourt avec l'Orchestre royal du Concertgebouw, 1994 Teldec 4509-98405, 1994

### Troisième version (1889)

#### Édition Rättig (1890)
- Eugen Jochum avec l'Orchestre de Hambourg, Music and Arts CD-1100, 1944
- Volkmar Andreae avec l'Orchestre symphonique de Vienne, Music and Arts coffret 1227, 1953
- Hans Knappertsbusch avec l'Orchestre philharmonique de Vienne, Testament SBT 1339, 1954
- F. Charles Adler avec l'Orchestre symphonique de Vienne, Philips LP A00273L, 1955
- Kurt Sanderling avec l'Orchestre du Gewandhaus de Leipzig, Berlin Classics, 1963
- Carl Schuricht avec l'Orchestre philharmonique de Vienne, EMI, 1965
- George Szell avec l'Orchestre de Cleveland, CBS/Sony, 1966.

#### Édition critique de Nowak (1959)
La discographie basée sur cette édition est pléthorique. Une sélection : 
- Eugen Jochum avec le Orchestre symphonique de la Radiodiffusion bavaroise, DG 429 079-2, 1967
- Kurt Sanderling avec le BBC Northern Symphony Orchestra, ICA Classics ICAC 5005, 1978
- Herbert von Karajan avec l'orchestre philharmonique de Berlin, DG 413 362-2, 1980
- Sergiu Celibidache avec l'orchestre philharmonique de Munich, EMI 5 56689 2, 1987
- Günter Wand avec le NDR Symphony Orchestra, Sony SACD SICC 10125, 1992
- Marek Janowski avec l'Orchestre de la Suisse romande, Pentatone PTC 5186 449, 2011

## Sources
- Anton Bruckner: Sämtliche Werke: Band III: III. Symphonie d-Moll, Musikwissenschaftlicher Verlag der Internationalen Bruckner-Gesellschaft, Vienne
  - III/1: 1. Fassung 1873 (“Wagner Symphonie”), Leopold Nowak (Éditeur), 1977
  - III/1A: Adagio Nr. 2 1876, Leopold Nowak (Éditeur), 1980
  - III/2: 2. Fassung 1877 (“Wagner Symphonie”), Leopold Nowak (Éditeur), 1981
  - III/2: 3. Fassung 1889, Leopold Nowak (Éditeur), 1959
- Casper Höweler (trad. de l'allemand par Renée Harteel), Sommets de la Musique [« X-Y-Z der muziek »], Paris/Gand, Flammarion/Éditions Daphné, 1958 (réimpr. 1951, 1953, 1954, 1956), 6e éd. (1re éd. 1947), 470 p. (OCLC 460637886, BNF 33043678)
- Leon Plantinga (trad. de l'anglais par Denis Collins), La Musique romantique : historie du style musical au XIXe siècle en Europe, Paris, Lattès, 1989, 533 p. (ISBN 978-2-7096-0763-6)
- Armand Machabey, La Vie et l’œuvre d’Anton Bruckner, Calmann-Levy, Paris, août 1945
- Paul-Gilbert Langevin, Anton Bruckner, apogée de la symphonie, Éditions L'Âge d'Homme, Lausanne, 1977 (OCLC 680825756).
- William Carragan, Anton Bruckner - Eleven Symphonies, Bruckner Society of America, Windsor, 2020 -  (ISBN 978-1-938911-59-0)